# Ferocactus viridescens
Ferocactus viridescens ist eine Pflanzenart aus der Gattung Ferocactus in der Familie der Kakteengewächse (Cactaceae). Das Artepitheton viridescens stammt aus dem Lateinischen, bedeutet ‚grün werdend‘ und verweist auf die grünlichen Blüten der Art. Englische und spanische Trivialnamen sind „Coast Barrel Cactus“, „Keg Cactus“, „Green-Stemmed Viznaga“, „San Diego Barrel Cactus“, „Sisal“.

## Beschreibung
Ferocactus viridescens wächst meist einzeln und erreicht Wuchshöhen von bis zu 30 Zentimeter bei ebensolchen Durchmessern. Die niedergedrückt kugelförmigen bis zylindrischen Triebe sind tiefgrün. Es sind 13 bis 34 stumpfe, gelegentlich gehöckerte Rippen vorhanden. Die gelblichen bis rötlichen Dornen vergrauen im Alter. Die vier bis neun Mitteldornen stehen über Kreuz und sind gebogen, jedoch nicht hakenförmig und bis zu 5 Zentimeter lang. Einige der Mitteldornen sind abgeflacht oder drehrund. Von den 8 bis 25 Randdornen sind einige so kräftig wie die Mitteldornen. Die übrigen sind borstenartig.
Die breit glockenförmigen, gelblich grünen Blüten erreichen eine Länge von bis zu 5 Zentimeter und weisen Durchmesser von bis zu 6 Zentimeter auf. Die bis zu 3,5 Zentimeter langen, anfangs grünen oder roten Früchte werden später gelb.

## Verbreitung, Systematik und Gefährdung
Ferocactus viridescens ist in Kalifornien sowie im mexikanischen Bundesstaat Baja California verbreitet.
Die Erstbeschreibung als Echinocactus viridescens erfolgte 1840 durch John Torrey und Asa Gray. Nathaniel Lord Britton und Joseph Nelson Rose stellten die Art 1922 in die Gattung Ferocactus.
In der Roten Liste gefährdeter Arten der IUCN wird die Art als „Least Concern (LC)“, d. h. als nicht gefährdet geführt.

## Nachweise